# Frank Dillane
Frank Stephenson Dillane (Londres, 21 d'abril de 1991) és un actor i músic britànic, conegut per la seva interpretació de Nick Clark a Fear the Walking Dead (2015-2018) i per interpretar a Tod Rodlel, de 16 anys, a la pel·lícula Harry Potter and the Half-Blood Prince (2009). També va aparèixer com Henry Coffin a la pel·lícula Al cor del mar (2015).

## Infància i primers rols
Dillane va néixer a Londres, Anglaterra. Va passar una part de la seva infància a Brixton, abans de traslladar-se a Forest Row a East Sussex, on va créixer en un entorn creatiu. La seva mare, Naomi Wirthner, és britànica i afro-jamaicana. [Cita requerida] Wirthner dirigeix una companyia de teatre anomenada The Barebones Project. El seu pare, Stephen Dillane, és un actor que ha protagonitzat nombroses pel·lícules i sèries de televisió (per exemple, Game of Thrones i The Tunnel), i va rebre el premi BAFTA TV al millor actor de televisió el 2009. Dillane va fer el seu debut al cinema al seu costat com a extra a Welcome to Sarajevo (1997) quan tenia sis anys. Es va fer més conegut quan va interpretar a Tod Rodlel (un adolescent Lord Voldemort) a Harry Potter i el misteri del Príncep (2009).
Després de passar els exàmens de nivell A, Dillane va ser acceptat a la Royal Academy of Dramatic Art (RADA) i es va graduar el 2013, amb una llicenciatura en interpretació. Malgrat les normes de l'escola que especifiquen que els actors no poden acceptar treballs d’interpretació professional durant la durada del curs, a Dillane se li va permetre interpretar a James Papadopoulos a la pel·lícula independent Papadopoulos & Sons (dirigida per Marcus Markou), ja que es va filmar durant vacances d'estiu del 2011. Després del repartiment de Dillane, el seu pare va decidir reordenar el seu propi calendari de rodatge per interpretar Harry Papadopoulos (el pare de James) al seu costat. Stephen Dillane va declarar que era rar tenir l'oportunitat "de treballar amb els vostres fills després que marxessin de casa".

## Carrera actoral

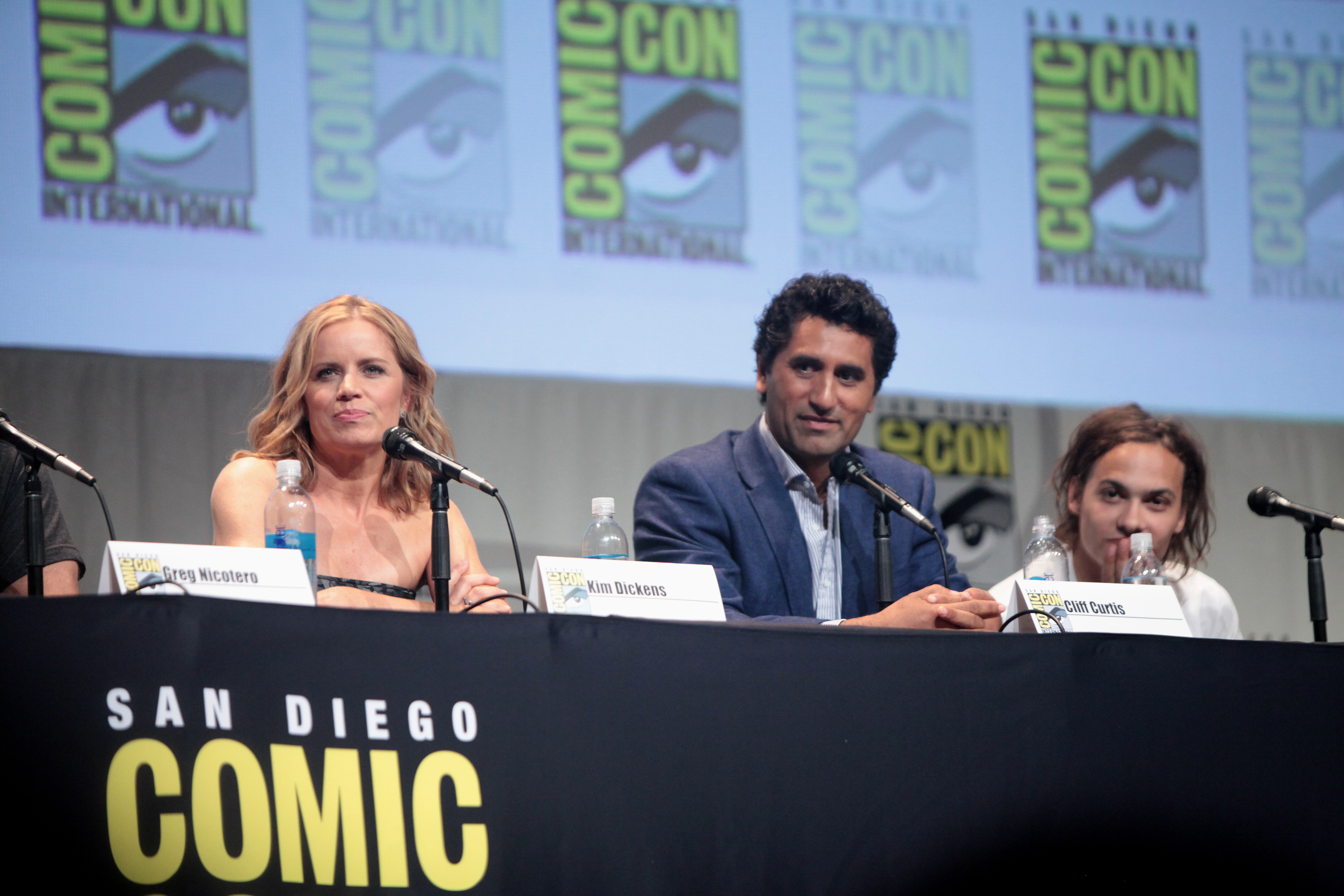
Kim Dickens, Cliff Curtis i Frank Dillane parlant al 2015 San Diego Comic Con International, per "Fear the Walking Dead", al San Diego Convention Center de San Diego, Califòrnia.

Des que es va graduar a la Royal Academy of Dramatic Art (RADA), Dillane ha participat en diversos projectes. El juliol de 2013 va tocar a Candida al Theatre Royal de Bath, dirigit per Simon Godwin. També el 2013, Dillane va retratar Owen Coffin a In the Heart of the Sea. Aquesta pel·lícula de drama d’aventures dirigida per Ron Howard està basada en el llibre de ficció del mateix nom de Nathaniel Philbrick, sobre l'enfonsament del vaixell balener americà Essex el 1820, esdeveniment que va inspirar la novel·la Moby-Dick.
El 2014, Dillane va filmar el paper de Keyes a Viena i els Fantomes dirigit per Gerardo Naranjo, en el qual va protagonitzar al costat de Dakota Fanning Dillane va aparèixer com Shugs a la sèrie Sense8 de Netflix 2015, dirigida per The Wachowskis.
Dillane també va ser escollit en una adaptació de la novel·la més venuda de Peter Goldsworthy Maestro, dirigida per Catherine Jarvis. Dillane és descrita per la productora Bow Street Films com a "increïble talent i presència a la pantalla". Dillane va interpretar a Nick Clark a la sèrie de drama de terror Fear the Walking Dead, des del seu debut el 2015 fins a la quarta temporada. Ha aparegut al costat de Beanie Feldstein i Alfie Allen a How to Build a Girl, dirigit per Coky Giedroyc.

## Filmografia

### Cinema
| Any  | Títol                                 | Paper                 | Notes |
| ---- | ------------------------------------- | --------------------- | ----- |
| 1997 | Welcome to Sarajevo                   | Christopher Henderson |       |
| 2009 | Harry Potter i el misteri del Príncep | Jove Tod Rodlel       |       |
| 2012 | Papadopoulos & Sons                   | James Papadopoulos    |       |
| 2015 | Al cor del mar                        | Henry Coffin          |       |
| 2017 | Viena and the Fantomes                | Keyes                 |       |
| 2018 | Astral                                | Alex Harmann          |       |
| 2019 | How to Build a Girl                   | Tony Rich             |       |
| 2024 | Harvest                               | Edmund Jordan         |       |

### Televisió
| Any       | Títol                             | Paper                 | Notes                    |
| --------- | --------------------------------- | --------------------- | ------------------------ |
| 2015      | Sense8                            | Shugs                 | episodis: 1x03-1x04-1x05 |
| 2015–2018 | Fear the Walking Dead             | Nicholas "Nick" Clark | 41 episodis              |
| 2016      | Fear the Walking Dead: Flight 462 | Nicholas "Nick" Clark | episodi: 1x16            |
| 2021      | The Girlfriend Experience         | Christophe            | 8 episodis               |
| 2022      | The Essex Serpent                 | Luke Garrett          | minisèrie                |
| 2024      | Renegade Nell                     | Charles Devereux      | 6 episodis               |